# Albert Collins
Albert Collins (ur. 1 października 1932, zm. 24 listopada 1993) – amerykański wokalista i gitarzysta bluesowy. Nazywany "The Iceman" oraz "Master of the Telecaster". Rozpoczął karierę pod koniec lat 60., nagrał ponad 20 albumów. Wymieniany jako inspiracja wielu muzyków późniejszych pokoleń, między innymi Jimiego Hendriksa i Steviego Raya Vaughana.

## Kariera
Collins urodził się w Teksasie w 1932 roku, był kuzynem słynnego gitarzysty Lightnin’ Hopkinsa. Na gitarze grał od wczesnej młodości, w wieku 7 lat razem z rodziną przeniósł się do Houston. Pierwszą grupę – the Rhythm Rockers – założył w 1952 roku. 6 lat później nagrał "The Freeze", swojego debiutanckiego singla dla Kangaroo Records. Późniejsze utwory Collinsa, często instrumentalne, również nawiązywały do zimowej tematyki, jak na przykład "Icy Blue", "Don't Loose Your Cool" czy "Defrost".
Największym hitem Collinsa okazał się wydany w 1962 roku instrumentalny utwór "Frosty", który sprzedał się w milionach egzemplarzy. W 1968 roku, po wspólnym koncercie z Canned Heat w Kalifornii, Bob Hite przedstawił go w Imperial Records, która zgodziła się wydać solowy album Collinsa.
W 1978 roku dołączył do Alligator Records, gdzie nagrał 7 albumów, w tym jeden z udziałem dwóch innych sławnych gitarzystów bluesowych: Roberta Craya i Johnny’ego Copelanda.

## Dyskografia
- 1968 Love Can Be Found Anywhere
- 1969 Trash Talkin'
- 1970 The Complete Albert Collins
- 1971 There’s Gotta Be a Change
- 1978 Ice Pickin'
- 1979 Albert Collins and Barrelhouse Live
- 1980 Frostbite
- 1981 Frozen Alive
- 1983 Don't Lose Your Cool
- 1983 Jammin' With Albert (razem z Rorym Gallagherem)
- 1984 Live In Japan
- 1985 Showdown! (razem z Robertem Crayem i Johnnym Copelandem)
- 1986 Cold Snap
- 1991 Iceman
- 1993 Collins Mix: His Best
- 1995 Live '92/'93
- 2000 Live at the Fillmore West
- 2005 The Iceman at Mount Fuji
- 2008 Albert Collins: Live at Montreux 1992